# Or Israelov
Or Alon Israelov (in ebraico אור אלון ישראלוב‎?; Shoham, 2 settembre 2004) è un calciatore israeliano, difensore dell'Hapoel Tel Aviv.

## Carriera

### Club
Israelov ha iniziato a giocare a calcio con l'Hapoel Tel Aviv. Il 1º agosto 2021 ha esordito in prima squadra contro il Maccabi Petah Tikva in Coppa Toto. Ha segnato il suo primo gol il 17 dicembre 2022 nell'incontro di Ligat ha'Al pareggiato 3-3 contro l'Hapoel Haifa.

### Nazionale
Il 7 maggio 2023 è stato incluso nella lista dei convocati per il Mondiale Under-20.

## Statistiche

### Presenze e reti nei club
Statistiche aggiornate al 20 novembre 2023.
| Stagione        | Squadra         | Campionato      | Campionato | Campionato | Coppe nazionali | Coppe nazionali | Coppe nazionali | Coppe continentali | Coppe continentali | Coppe continentali | Altre coppe | Altre coppe | Altre coppe | Totale | Totale | Totale |
| Stagione        | Squadra         | Comp            | Pres       | Reti       | Comp            | Pres            | Reti            | Comp               | Pres               | Reti               | Comp        | Pres        | Reti        | Pres   | Reti   |        |
| --------------- | --------------- | --------------- | ---------- | ---------- | --------------- | --------------- | --------------- | ------------------ | ------------------ | ------------------ | ----------- | ----------- | ----------- | ------ | ------ | ------ |
| 2021-2022       | Hapoel Tel Aviv | LH              | 7          | 0          | CI+CT           | 0+1             | 0               | UECL               | 0                  | 0                  | -           | -           | -           | 8      | 0      |        |
| 2022-2023       | Hapoel Tel Aviv | LH              | 16         | 1          | CI+CT           | 0+1             | 0               | UECL               | 0                  | 0                  | -           | -           | -           | 17     | 1      |        |
| 2023-2024       | Hapoel Tel Aviv | LH              | 4          | 0          | CI+CT           | 0+2             | 0               |                    | -                  | -                  | -           | -           | -           | 6      | 0      |        |
| Totale carriera | Totale carriera | Totale carriera | 27         | 1          |                 | 4               | 0               |                    | -                  | -                  |             | -           | -           | 31     | 1      |        |